# Jan Karmański
Jan Karmański (ur. 21 grudnia 1887 w Warszawie, zm. 24 listopada 1958 w Puławach) – polski malarz.
Studiował w Szkole Sztuk Pięknych w Warszawie, był uczniem Konrada Krzyżanowskiego i Ferdynanda Ruszczyca.
W latach 1913–1914 przebywał w Paryżu. Od 1924 zamieszkał na stałe w Kazimierzu Dolnym, należał do założonego przez tamtejszych artystów Towarzystwa Przyjaciół Kazimierza, z którym wystawiał swoje prace. W 1956 przyłączył się do Grupy Kazimierskiej, którą założył Zenon Kononowicz. Uczestniczył w wielu wystawach krajowych i zagranicznych.
Jego twórczość to w większości pejzaże kazimierskie, malowane szeroką plamą barwną, inspirowane twórczością Cezanne'a. Spoczywa na cmentarzu w Kazimierzu Dolnym.